# أوترياو
أوترياو (بالفرنسية: Outreau) هي بلدية تقع في إقليم باد كاليه من منطقة نور با دو كاليه في شمال فرنسا. تبلغ مساحة هذه المدينة 7.09 (كم²)، وترتفع عن سطح البحر 55 م، يبلغ عدد سكانها 14650 نسمة حسب إحصاء المعهد الوطني للإحصاء والدراسات الاقتصادية سنة 2009 م. وترأس Thérèse Guilbert البلدية خلال فترة (2008-2014).

## توأمة
لأوترياو اتفاقيات توأمة مع:
- إبلبورن